# 巴爾杜卡湖

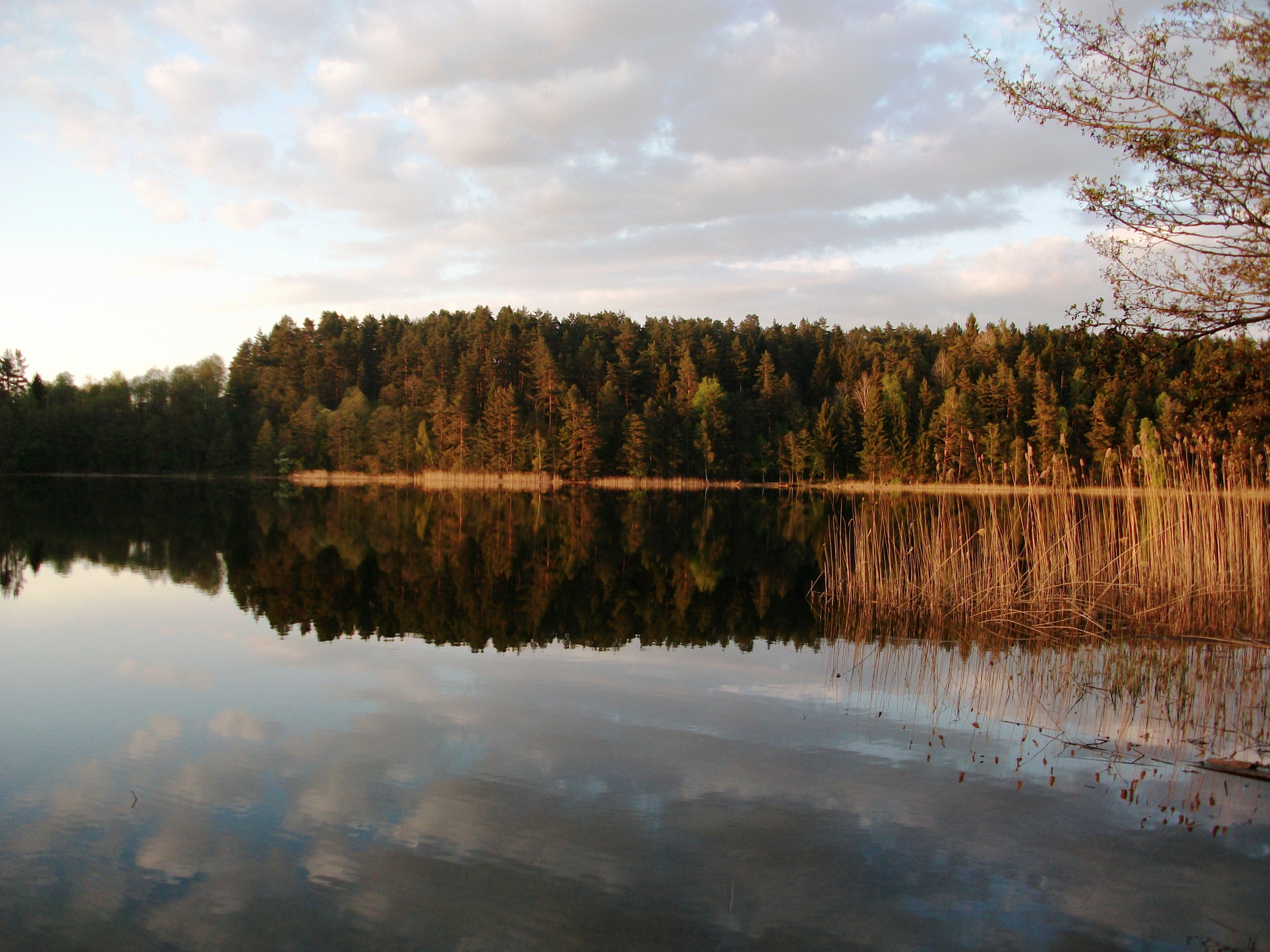
巴爾杜卡湖

巴爾杜卡湖（白俄羅斯語：Балдук）是白俄羅斯的湖泊，位於該國西北部，由明斯克州負責管轄，長2.05公里、寬0.7公里，面積0.76平方公里，集水區面積1.64平方公里，湖岸線長度5.0公里，平均水深15.3米，最大水深39.7米。